# Эссекс-стрит (Манхэттен)
Э́ссекс-стрит (англ. Essex Street) — улица в Нижнем Ист-Сайде Нью-Йорка, в районе Манхэттен. К северу от Хаустон-стрит эта улица переходит в Авеню А, а к югу от Канал-стрит Ратге переходит в Ратгерс-стрит.

## Интересные факты
В Нижнем Ист-Сайде находится еврейская община Нью-Йорка, поэтому здесь расположилось большое количество магазинов, которыми владеют иудеи, включая магазин солений The Pickle Guys, магазин упаковок Crystal Packaging and Tape, Co./Big Apple Boxes, много магазинов, торгующих предметами еврейского быта (Zelig Blumenthal, Rabbi Eisenbach, Israel Wholesale Judaica, Nat Weisberg & Sons), магазин мебели M.Katz & Sons, магазин электроники eTronics и магазин спортивных товаров G & S Sportinggoods. Также здесь расположился торговый центр Эссекс-Стрит-Маркет.

## Транспорт
Ближайшая станция метро — Delancey Street — Essex Street.